# Alternative Mitte
Alternative Mitte (en español, "Centro Alternativo"), a veces denominada Alternative Mitte Deutschland, fue una facción y asociación política dentro del partido Alternativa para Alemania que se formó en 2017 y se presentó como "liberal patriótica" y "conservadora". Ha sido descrita por comentaristas como fundada para ser un contrapeso y una respuesta al ala más dura Der Flügel de la AfD.La facción terminó sus actividades en noviembre de 2019 sin disolverse oficialmente; Der Flügel terminó sus actividades oficialmente en abril de 2020.

## Historia
En julio de 2017, se formó una coalición dentro de la AfD que adoptó una postura crítica frente a las voces en ascenso dentro del partido, como la del portavoz estatal de Turingia y líder del grupo parlamentario Björn Höcke, quien en un discurso describió el Memorial de Berlín a los Judíos Asesinados de Europa como un "monumento de la vergüenza". Berengar Elsner von Gronow fundó inicialmente la Alternative Mitte NRW (AM) en Renania del Norte-Westfalia junto con personas afines, con el fin de "dar finalmente a los moderados, a la burguesía, una voz perceptible y concertada". Gronow argumentó que el partido debía esforzarse más para contrarrestar las acusaciones mediáticas de que la AfD era un movimiento extremista de derecha y que una minoría vocal no debía permitir dominar la percepción externa del partido.
La formación del grupo fue bien recibida por la expresidenta de la AfD, Frauke Petry, y el miembro de la junta nacional de la AfD, Dirk Driesang, quienes argumentaron que el partido no encontraría la paz a menos que hubiera una respuesta a la facción Der Flügel y se realizara una labor de networking para atraer de nuevo a conservadores intelectuales y de clase media a la AfD, con el fin de fortalecer a Alemania en su conjunto.En septiembre de 2017, la asociación se expandió hacia Sajonia-Anhalt, Hesse, Baja Sajonia y Turingia. El fundador de la rama en Turingia, Helmut Witter, afirmó que el partido debía centrarse en temas como la libertad de expresión, el orden público y la Unión Europea, mientras se distanciaba del movimiento identitario.
La AM fue oficializada a nivel nacional en octubre de 2017 durante una reunión de alrededor de 200 miembros de la AfD en Tettau y fue respaldada por los portavoces de la AfD Konrad Adam, Beatrix von Storch y Alice Weidel. En un discurso dirigido al grupo, Von Storch expuso sus objetivos de defender un equilibrio entre las partes nacional-conservadora y conservadora-liberal del partido, fomentar el diálogo entre ambos sectores, recordar la "responsabilidad histórica de la época nazi", apoyar a Israel y respetar límites claros frente al extremismo.
La AM publicó una carta abierta dirigida a los miembros y delegados federales de la AfD en la que advertían sobre elegir personas para la junta ejecutiva federal que no respeten el orden básico liberal democrático en Alemania.
En febrero de 2018, la AM planeó una manifestación en Paderborn, pero se vio obligada a cancelar el evento después de que el propietario del lugar recibiera amenazas de muerte y de protestas por parte de activistas de izquierda.
En marzo de 2018, el grupo instó a la AfD a rechazar formalmente cualquier colaboración entre el partido y Lutz Bachmann, fundador de PEGIDA.

## Recepción
El periodista y autor Matthias Kamann vio a la AM como un intento de dar una plataforma dentro de la AfD a aquellos "que quieren que sea conservadora dura, pero basada en hechos — no étnica ni insultante. El hecho de que esta voz haya estado ausente hasta ahora es una de las muchas debilidades del partido".Por otro lado, el comentarista Alan Posener argumentó que la AM se trata más de eliminar el "factor repulsivo" que de cambiar el núcleo ideológico del partido. Konrad Litschko, de Die Tageszeitung, describió a la AM como una "corriente de fuerzas moderadas en la AfD".Tilman Steffen escribió en Die Zeit que considera al grupo AM como populista de derecha socioeconómico, pero que no profesa un nacionalismo étnico volkisch, y que se presenta como una alternativa moderada frente a Björn Höcke y Götz Kubitschek, además de rechazar la integración de PEGIDA y el Movimiento Identitario en la AfD.
Escribiendo en Frankfurter Rundschau, el analista político y periodista Pitt von Bebenburg describió el objetivo de la AM como "preservar el Estado-nación dentro de fronteras seguras y, por tanto, la patria local", pero rechazando "el nacionalismo, el revisionismo, el totalitarismo o un culto a la personalidad que se eleva por encima de los demás".

## Personas destacadas asociadas con la AM
- Berengar Elsner von Gronow
- Beatrix von Storch
- Alice Weidel
- Uwe Witt